# Głuchołazy (stad)
Głuchołazy (Duits: Bad Ziegenhals, Tsjechisch: Hlucholazy) is een stad in het Poolse woiwodschap Opole, gelegen in de powiat Nyski. De oppervlakte bedraagt 6,83 km², het inwonertal 15.052 (2005).

## Verkeer en vervoer
- Station Głuchołazy
- Station Ziegenhals Stadt